# Kristaps Konstantinovs
Kristaps Konstantinovs (Letonia, 15 de septiembre de 1988) es un árbitro internacional de baloncesto. Pertenece a la Latvijas Basketbola savienība (LBS) y forma parte del plantel de oficiales de EuroLeague Basketball —Euroliga y EuroCup—. Obtuvo la licencia internacional FIBA en 2017 y en 2020 fue incorporado a la nómina de árbitros de EuroLeague Basketball.

## Trayectoria
Se inició en Riga bajo la guía de su padre, Anatolijs Konstantinovs, y es graduado y máster por la Academia Letona de Educación Física (LASE). Debutó en la LBL en 2014 y recibió la licencia FIBA en 2017. En 2023 fue presentado como presidente de la Comisión de Árbitros de la LBS, con labor formativa y de coordinación del colectivo arbitral.

## Euroliga y EuroCup
Konstantinovs fue admitido en el colectivo de EuroLeague Basketball en 2020 y debutó en EuroCup durante la temporada 2020–21. Su primera campaña con designaciones en Euroliga corresponde a 2021–22, manteniéndose en activo desde entonces.
Partidos destacados (selección)
- Euroliga RS 2022–23 (J2): Fenerbahçe – LDLC ASVEL (13/10/2022).[13]
- Euroliga RS 2022–23 (J27): Bayern – ASVEL (07/03/2023).[14]
- Euroliga RS 2024–25 (J33): AS Mónaco – Panathinaikos (03/04/2025).[15][16]
- Euroliga Playoffs 2024–25 (G1): Fenerbahçe – Paris Basketball (22/04/2025).[17]
- EuroCup 2020–21 (RS): Monaco – Antwerp (14/10/2020).[18]
- EuroCup 2022–23 (RS): Türk Telekom – Gran Canaria (07/12/2022).[19]
- EuroCup 2023–24 (RS): U-BT Cluj-Napoca – Trento (23/01/2024).[20]

## Actividad en FIBA y formativa
Ha dirigido competiciones europeas FIBA (clubes y selecciones) y Finales de torneos de formación de EuroLeague Basketball (Adidas Next Generation). En 2025 impartió una sesión técnica sobre criterios de falta para el EuroLeague Head Coaches Board (UEBO).

## Reconocimientos y hitos
- Incorporación al colectivo de árbitros de EuroLeague Basketball (2020).[24]
- Debut en Playoffs de Euroliga (2025).[25]
- Participación como árbitro en la NBA Summer League 2024 (Las Vegas).[26]